# ベレズニキ
ベレズニキ（ロシア語：Березники́, ラテン文字転写：Berezniki）は、ロシア連邦のペルミ地方にある都市。人口は13万8069人（2021年）で、ペルミ地方では2番目に大きな都市である。カマ川の河畔に位置し、ウラル山脈が横切る。ベレズニキの地名はもともとこの地が、カバノキ林であったことに由来する。

## 産業
ベレズニキは1932年成立されソビエト連邦時代ヨシフ・スターリンの下、工業が急速に発達した。1991年のソビエト連邦解体後は、220,000人あった人口が190,000人に減少して失業者が増加したが、主要な産業は維持された。
チタンやナトリウムなどの大きな化学工場やカリウムやマグネシウム、カリウムなどの鉱山がベレズニキでは操業している。公害は酷いが、都市の周りでは独特な自然環境があり、郊外では野生動物が通りを歩いている。森や湖の綺麗な状態はまだ保たれている。多くのアウトドア派がロシア中から、オフロードや探検のためにやって来る。ベレズニキには劇場や地域の歴史博物館なども立地する。ロシア連邦初代大統領ボリス・エリツィンはベレズニキのプーシキン高校を卒業している。
2006年8月28日発行の経済雑誌"Kommersant-Dengi"にロシアの300大企業が発表された。ベレズニキからはカリウムの化学メーカーウラルカリが資産31億2820万ドルで前年より6位順位を上げ26位にランクした。リストでは現在、JSCはロシアの化学メーカーの中では一番の資産がある企業で、ペルミ地方では最大の企業である。